# Daegeum
Le daegeum (coréen : 대금, hanja : 大琴 ou 大笒, littéralement, grand instrument), parfois romanisé en taegŭm ou taego, également appelé cho ou chottae, est une grande flûte traversière en bambou d'origine coréenne. Il en existe également des versions moyennes appelées junggeum (중금 / 中琴 ou 中琴笒) et courte, appelée sogeum (ko) (소금 / 小琴 ou 小笒).
Proche par sa construction du dizi chinois, elle possède 6 trous de jeu, un trou d'embouchure, et un trou de mirliton (au son proche d'une anche libre) couvert d'une fine membrane végétale, et de un à cinq trous d'accords à son extrémité distale.
Le son de la membrane peut être utilisé ou coupé en déplaçant une pièce en métal de l'instrument, selon le type ou les parties d'une pièce de musique.
Elle donne une gamme diatonique de Si bémol et est utilisée dans la musique coréenne traditionnelle a'ak.